# Lavaufranche
Lavaufranche là một xã thuộc tỉnh Creuse trong vùng Nouvelle-Aquitaine miền trung nước Pháp. Xã này nằm ở khu vực có độ cao trung bình 416 mét trên mực nước biển.

## Địa lý
Thị trấn có cự ly 20 dặm (32 km) về phía đông bắc Guéret tại giao lộ các tuyến đường D7, D917 và tuyến đường D6. Sông Petite Creuse chảy qua thị trấn.

## Dân số
| 1962                                                        | 1968 | 1975 | 1982 | 1990 | 1999 | 2005 |
| ----------------------------------------------------------- | ---- | ---- | ---- | ---- | ---- | ---- |
| 431                                                         | 445  | 367  | 304  | 231  | 246  | 248  |
| Số liệu điều tra dân số từ năm 1962 Dân số chỉ tính một lần |      |      |      |      |      |      |

## Địa điểm nổi bật
- Lâu đài của Các hiệp sĩ Saint John, từ thế kỷ 12.
- Lâu đài thế kỷ 12.